# Калиновка (Полесский район)
Калиновка (укр. Калинівка) — село, входит в Полесский район Киевской области Украины.
Население по переписи 2001 года составляло 107 человек. Почтовый индекс — 07050. Телефонный код — 4592. Занимает площадь 4 км². Код КОАТУУ — 3223588402.

## Местный совет
07050, Київська обл., Поліський р-н, с. Стещина, пл. К. Іванова, 3